# Belsand
Belsand är en ort i Indien.   Den ligger i distriktet Sitamarhi och delstaten Bihar, i den nordöstra delen av landet, 800 km öster om huvudstaden New Delhi. Belsand ligger 67 meter över havet och antalet invånare är 19 396.
Terrängen runt Belsand är mycket platt. Runt Belsand är det mycket tätbefolkat, med 1 754 invånare per kvadratkilometer. Närmaste större samhälle är Sitamarhi, 18,9 km nordost om Belsand. Trakten runt Belsand består till största delen av jordbruksmark.